# Whitney Young

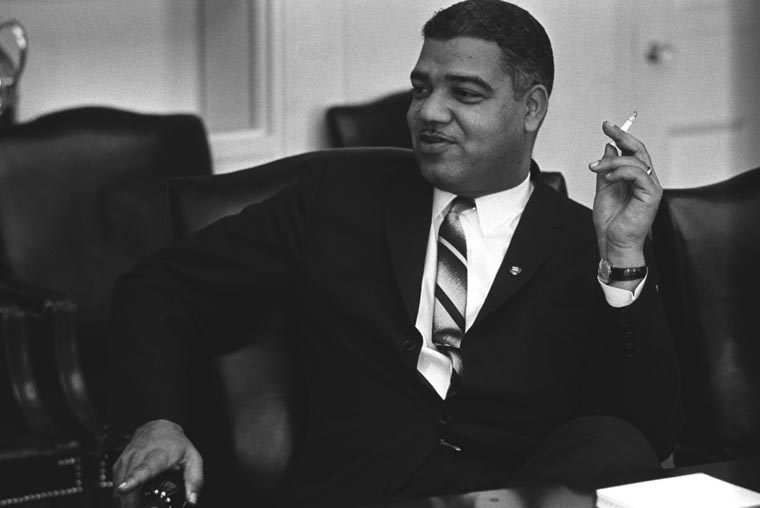
Whitney Young (1964)

Whitney Moores Young, Jr. (* 31. Juli 1921 in Lincoln Ridge; † 11. März 1971 in Lagos) war ein US-amerikanischer Bürgerrechtler. Er war 1961 bis 1971 der Vorsitzende des National Urban League.

## Leben
Youngs Eltern waren Whitney Young, Sr., der Direktor des Lincoln Institutes, eines Internats für schwarze Jungen in Kentucky, und dessen Frau, die Lehrerin Laura Ray. Er begann 1937 sein Studium am Kentucky State Industrial College, erhielt 1941 seinen Bachelor of Science und arbeitete kurze Zeit als Lehrer an der Julius Rosenwald High School in Madison. Im Zweiten Weltkrieg diente Young zunächst als Private, später als Sergeant in der 369th Anti-Aircraft Artillery Group, in der nur schwarze Soldaten dienen durften. Anschließend studierte er Sozialarbeit an der University of Minnesota und erhielt 1948 seinen Master.
Nach seinem Studium nahm Young die Arbeit für die National Urban League auf, die sich im Rahmen der Bürgerrechtsbewegung für die Gleichberechtigung der Afroamerikaner einsetzte. Nachdem er die ersten zwei Jahre nach seinem Studium als Sekretär für die National Urban League in St. Paul gearbeitet hatte, wurde er 1950 der Vorsitzende des Zweiges der National Urban League in Omaha. Dort dozierte er nebenher an der University of Nebraska Omaha zu Sozialarbeit. Vier Jahre später übernahm er die Leitung der Abteilung für Sozialarbeit an der Atlanta University, setzte seine Arbeit für die Bürgerrechtsbewegung aber fort. Neben der National Urban League war er auch im Greater Atlanta Council on Human Relations, in der National Association for the Advancement of Colored People (NAACP) und der Committee for Cooperative Action aktiv. 1960/61 war er Gastprofessor an der Harvard University.

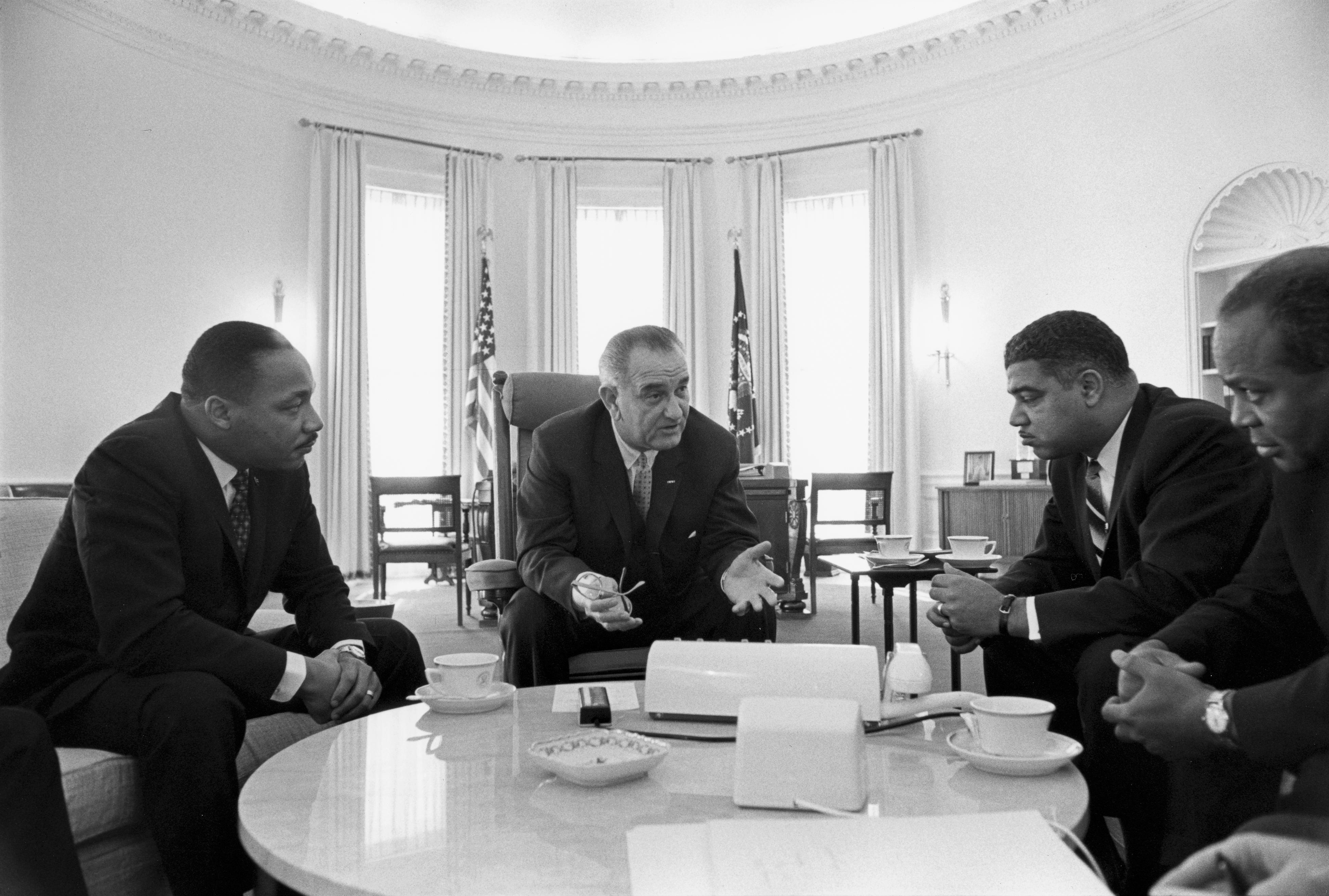
Präsident Lyndon B. Johnson (Mitte) bespricht sich im Weißen Haus mit Vertretern der Bürgerrechtsbewegung: Martin Luther King (links), Whitney Young und James Farmer (rechts)

1961 wurde Young als Nachfolger Lester B. Grangers der Vorsitzende der National Urban League. In den folgenden Jahren galt er neben Martin Luther King, Roy Wilkins und James Farmer als einer der „Großen Vier“, als einer der Anführer der Bürgerrechtsbewegung. Unter seiner Führung organisierte die National Urban League Demonstrationen, darunter mit anderen Bürgerrechtsorganisationen den Marsch auf Washington für Arbeit und Freiheit. Er selbst wurde ein Vertrauter des Präsidenten Lyndon B. Johnson und übte mit seinem 1964 erschienenen Buch To Be Equal, in dem er einen „inländischen Marshall-Plan“ skizzierte, einen großen Einfluss auf dessen Great-Society-Programm aus. 1969 verlieh ihm Johnson kurz bevor er das Präsidentenamt verließ die Presidential Medal of Freedom. Mitte der 1960er zerstritt sich Young, der als ein Gemäßigter und Onkel Tom galt, mit Teilen der Bürgerrechtsbewegung über die Black-Power-Bewegung und seine Unterstützung des von Johnson geführten Vietnamkrieg. Erst nach dem Wahlsieg Richard Nixons begann er sich mit den radikaleren Elementen der Bürgerrechtsbewegung auszusöhnen und einen schnellen Abzug US-amerikanischer Truppen aus Vietnam zu fordern. Zugleich setzte sich Young weiterhin für Sozialarbeiter ein und stand 1969 bis 1971 der National Association of Social Workers vor. Des Weiteren war er Vorstandsmitglied der Federal Reserve Bank of New York, der MIT, und der Rockefeller Foundation.
1944 heiratete er seine ehemalige Kommilitonin vom Kentucky State Industrial College Margaret Buckner, mit der er zwei Töchter hatte.
Young starb 1971 im Alter von 49 Jahren, als er während einer Konferenz in Lagos bei einem Schwimmausflug mit Freunden einen Herzinfarkt oder eine Intrazerebrale Blutung erlitt und ertrank. Sein Geburtshaus ist heute eine National Historic Landmark.

## Werke
- To Be Equal (1964)